# Inscriptiones Graecae
Inscriptiones Graecae („Griekse inscripties“, afgekort IG) is een academische uitgave van de Berlin-Brandenburgische Akademie der Wissenschaften, dat alle bekende antieke inscripties van het Griekse vasteland en de Griekse eilanden verzamelt en uitgeeft.

## Voorgeschiedenis
Van 1825 tot 1877 had de Berliner Akademie der Wissenschaften onder leiding von August Böckh in het Corpus Inscriptionum Graecarum alle tot die tijd bekende inscripties uitgegeven. Nieuwe vondsten maakten een volledige nieuwe uitgave noodzakelijk, die met de uitgave van de Attische inscripties door Adolf Kirchhoff, Ulrich Köhler en Wilhelm Dittenberger van 1873 tot 1888 begon (Corpus Inscriptionum Atticarum). Verder delen met inscripties uit Noord-Griekenland, van de Griekse eilanden en de Peloponnesos volgden tot in 1902.

## DeInscriptiones Graecae
In 1902 nam Ulrich von Wilamowitz-Moellendorff de leiding over het inscriptiewerk over en herorganiseerde het, waarbij hij zich door het Corpus Inscriptionum Latinarum liet inspireren, de door Theodor Mommsen begonnen verzameling van alle Latijnse inscripties. Het vanaf nu Inscriptiones Graecae genaamde project, waarvan de nummering van de delen echter doorliep, beperkte zich voortaan tot inscriptie uit Griekenland zelf. Griekse inscripties, die niet in het huidige Griekenland zijn gevonden, worden voortaan in andere verzamelingen opgenomen (bv. Inscriptiones Graecae in Bulgaria repertae, Tituli Asiae Minoris of Inschriften griechischer Städte aus Kleinasien). Bovendien geldt voor de uitgave sindsdien het autopsieprincipe (d.i. niets publiceren dat men zelf niet heeft nagetrokken).
Tot nog toe (2013) zijn er 49 boekdelen verschenen, deels reeds als herziene uitgave (in het bijzonder voor de Attische inscripties). De bewerking van aparte delen wordt deels door elders gevestigde wetenschappers gedaan, waarbij vervolgens aan de redactionele verzorging volgt. Daar is ook een omvangrijk archief van abklatschen (afschriften) van Griekse inscripties voorhanden. De huidige projectleider is sinds 2007 Peter Funke, hoofd van de werkgroep is Klaus Hallof. Uitgevers van eerdere delen waren naast de reeds genoemde wetenschappers o. a. Friedrich Hiller von Gaertringen, Johannes Kirchner en Günther Klaffenbach, vroegere projectleiders waren Peter Herrmann en Robert Malcolm Errington.

## Uitgave
Alle bemerkingen en commentaren bij de uitgave worden traditioneel in het Latijn geschreven, wat gelet op de afnemende verbreiding van deze taal en de grotere moeite die het kost voor de medewerker af en toe wordt bekritiseerd. De inscripties worden tot in de gedrukte uitgave zonder vertaling weergegeven, maar sinds kort verschijnt van de inscripties in de nieuw verschenen delen Duitse vertalingen op de website van de IG.
De Inscriptiones Graecae verschijnen bij uitgeverij Walter de Gruyter in Berlijn.